# جيم كينغ (مغني)
جيم كينغ (بالإنجليزية: Jim King) هو مغني بريطاني، ولد في 5 مايو 1942، وتوفي في 6 فبراير 2012.

## وصلات خارجية
- جيم كينغ على موقع ميوزك برينز (الإنجليزية)
- جيم كينغ على موقع ديسكوغز (الإنجليزية)